# بيلوبونيز

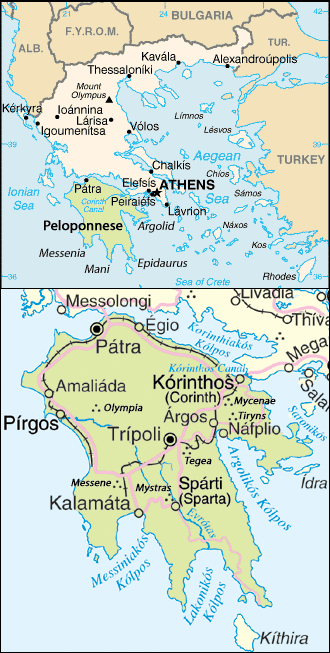
شبه جزيرة بيلوبونيز

بيلوبونيز أو بَلْبُونَس أو البيلوبونيسة (باليونانية:Πελοπόννησος) هي شبه جزيرة تقع في جنوب اليونان، تبلغ مساحتها نحو 21,549 كليومتر مربع، وهي مقسمة إداريا بين إقليم بيلوبونيز في الجنوب وإقليم غرب اليونان في الشمال من شبه جزيرة بلبونس.

## التسمية
ويعني اسمها بيلوبونيز «جزيرة بلوبس» Pelops، وهو إله متواضع الأهمية في الأسطورة الإغريقية؛ إذ ورد اسمها في العصور الهومرية على أنها جزيرة منفصلة عـن البر اليوناني. وقد أطلق عليها في العصور الوسطى الاسم السلافي مورة Morea ويعني «أرض البحر». ويتألف سطحها من سهول داخلية وساحلية تقطعها سلاسل جبلية كثيرة تصل مساحتها إلى نحو نصف مساحة شبه الجزيرة، ويبلغ ارتفاع أعلاها نحو 1400 متر عن سطح البحر. وتعد أراضي المنطقة، الشمالية الغربية أخصب بقاع شبه الجزيرة التي تنتج الحبوب والكرمة والزيتون والحمضيات والتين. وهي الأراضي نفسها التي شهدت أحداث تاريخ المنطقة القديم والوسيط الذي تأتي أحداث حرب البيلوبونيز في مقدمته.

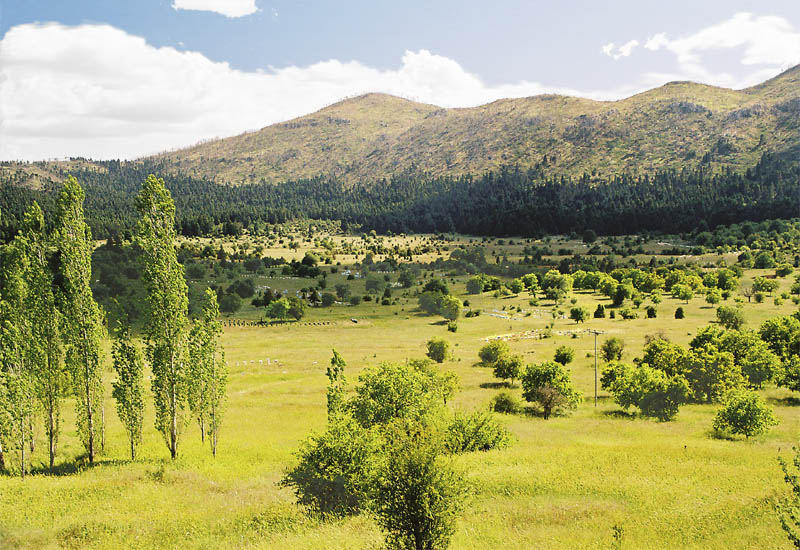
Landscape in أركاديا

ذكرها العالم الجغرافي محمد الإدريسي باسم بلبونس حيث جاء في كتابه ما نصه:
«وكذلك طاروفينقة مدينة في البر بقرب نهر ليقستومي  ومصبه بين البلد البحري المسمى خارست وبين أثينية التي على البحر بقرب مضيق جزيرة بلبونس ويمر بين لارسة وأثينية بين مصب هذا النهر وبين مصب نهر فرداري المتقدم ذكره خمسون ميلاً.»

## حرب البيلوبونيز
يعد المؤرخون المعاصرون هذه الحرب مأساة التاريخ الإغريقي، وهي الحرب التي استمرت فيما بين (431-404ق.م) بين مدينة أثينا Athenes وحليفاتها من جهة، وإسبرطة Sparta وحليفاتها من جهة أخرى، والتي خلّد أحداثها المؤرخ توقيديدس (460-400ق.م) Thucydides بوصفه أحد رجالاتها. ويتبين من الدراسات المعاصرة لكتاباته عن الحرب أن أسبابها البعيدة تكمن أساساً في العداوة الكامنة بين العناصر الإيونية في أثينا والعناصر الدورية في إسبرطة، كما تكمن في طبيعة نظام الدويلتين اللتين اتخذت أولاهما الديمقراطية والتجديد شكلاً للحكم في مقابل رجعية إسبرطية وتزمت يصعب تسويغه. ويبدو أن رغبة أثينة الديمقراطية، في عهد حاكمها الفذ بركليس Pericles، في تكوين امبراطوريتها التجارية داخل بلاد اليونان القارية وخارجها في منطقة البحر المتوسط، قد أفزعت إسبرطة ودفعتها إلى إعلان الحرب على أثينة منتهزة إقدام الأخيرة على حصار ميغارا Migara اقتصاديا، ً وحرمانها من التعامل في الأسواق التي تسيطر عليها أثينة. وكانت ميغارا إحدى أهم مدن حلف البيلوبونيز العسكري بزعامة إسبرطة التي عدت قرار أثينة هذا بمنزلة إعلان حرب، ودعت مجلس حلفها إلى الانعقاد وأعلنت الحرب على أثينة وحليفاتها.
وفي حين كان ميزان القوى المادية متعادلاً، فالتفوق البري الإسبرطي يقابله تفوق أثيني بحري، كانت معظم عواطف الإغريق مع الإسبرطيين الذين نصّبوا أنفسهم محررين للمدن التي عانت في السابق من عنت وتسلط الأثينيين اللاهثين وراء تكوين امبراطوريتهم التجارية.
انطلقت الحرب في آذار 431ق.م بهجوم إسبرطي بري على مقاطعة أتيكة، قابله هجوم بحري أثيني على شواطئ البيلوبونيز. وبعد نحو سنتين من بداية الحرب (429ق.م) ظهرت بوادر تكدس البشر داخل أسوار أثينة، وذلك بانتشار مرض الطاعون الذي قضى على قسم كبير من سكانها، بمن فيهم الحاكم بركليس الذي كانت أثينة في أمس الحاجة إلى براعته وحكمته وقدرته على امتصاص غضب الجماهير بخطبه الوطنية الرائعة. وبمرور الوقت امتد مسرح المعارك من بلاد اليونان إلى كل من بحر إيجة وصقلية وجنوبي إيطالية، وتبادل الطرفان الانتصارات والهزائم حتى حملة صقلية المشؤومة التي دفع الأثينيون ثمناً باهظاً لإخفاقهم في السيطرة عليها. وزاد الأمر سوءاً حينما تدخل الفرس في مطلع سنة 412ق.م وساعدوا إسبرطة على بناء أسطول لمعادلة الأثينيين في البحر، في مقابل إطلاق أيدي الفرس في مدن الساحل الأيوني. وتذكر المصادر أن الإسبرطيين تمكنوا بهذه المساعدة من إحراز انتصار باهر على الأسطول الأثيني ومحاصرة مدينة أثينة التي قبلت شروط التسليم مرغمة لإنهاء الكوارث التي حاقت بها.
ولا يعرف لشبه جزيرة البيلوبونيز تاريخ مختلف عن تاريخ بلاد اليونان القارية في المراحل التالية، فقد تبعت كلاً من الاسكندر المقدوني وخلفائه من بعده، ثم رومة وبيزنطة والدولة العثمانية إلى أن حققت بلاد اليونان استقلالها في مطلع القرن التاسع عشر، وقسمت الحكومة الوطنية أراضي البيلوبونيز إلى سبع مناطق رئيسة هي إيلية Ilia وأرغوليس Argalis وأركادية Arcadia وآخاية Achaea وكورنثية Corinthia ولاكونية Laconia وميسينية Messenia. ويقصد السيّاح اليوم عدداً من مراكز البيلوبونيز الأثرية وأبرزها أطلال إسبرطة وأولومبية وأرغوس Argos وموكيناي Mycenae ومعبد زيوس في نيمية Nemea ومرفأ نوبلية Nauplia وشلالات نهر ستوكس Styx وغيرها من المناطق.